# Black Fire
Black Fire è un album di Andrew Hill, pubblicato dalla Blue Note Records nel 1964. Il disco fu registrato l'8 novembre del 1963 al Van Gelder Studio di Englewood Cliffs, New Jersey (Stati Uniti).

## Tracce
Brani composti da Andrew Hill
Lato A
1. Pumpkin – 5:22
2. Subterfuge – 8:02
3. Black Fire – 6:53

Durata totale: 20:17
Lato B
1. Cantarnos – 5:38
2. Tired Trade – 5:49
3. McNeil Island – 2:55
4. Land of Nod – 5:45

Durata totale: 20:07
Edizione CD del 2008, pubblicato dalla Blue Note Records (TOCJ-7187)
Brani composti da Andrew Hill
1. Pumpkin – 5:22
2. Subterfuge – 8:02
3. Black Fire – 6:53
4. Cantarnos – 5:39
5. Tired Trade – 5:48
6. McNeil Island – 2:55
7. Land of Nod – 5:45
8. Pumpkin – 5:14 – Bonus Track - Alternate Take
9. Black Fire – 5:45 – Bonus Track - Alternate Take

Durata totale: 51:23

## Musicisti
- Andrew Hill - pianoforte
- Joe Henderson - sassofono tenore (tranne brani: Tired Trade e Subterfuge)
- Richard Davis - contrabbasso
- Roy Haynes - batteria (tranne nel brano: McNeil Island)